# Raisa Ol'kenickaja
Raissa Olkienizkaia, nome completo Raisa Grigor'evna Ol'kenickaja, coniugata Naldi (in russo Раиса Григорьевна Олькеницкая-Нальди?, Nal'di; San Pietroburgo, 6 marzo 1886 – Roma, 18 gennaio 1978), è stata una scrittrice, poetessa e traduttrice russa.

## Biografia
Di origini ebraiche, attiva in Italia sin dai primi anni del Novecento, è stata tra le più importanti traduttici dal russo del XX secolo.